# Число Тейлора
Число Тейлора (Ta) — два сходных критерия подобия в гидродинамике.

## Первое число Тейлора
Этот критерий описывает стабильность профиля потока жидкости между двумя вращающимися цилиндрами. Он определяет отношение центробежной силы к силам вязкого трения и выражается следующим образом:
{\displaystyle \operatorname {Ta} _{1}\,=\left({\frac {\omega \,d^{2}}{\nu }}\right)^{2}\,=2\,\operatorname {Re} ^{2}\,{\frac {r_{1}-r_{2}}{r_{1}+r_{2}}}},
где
- {\displaystyle r_{1},r_{2}} — радиусы внешнего (1) и внутреннего цилиндров(2);
- {\displaystyle d\,=r_{1}-r_{2}} — зазор между цилиндрами;
- {\displaystyle \nu } — кинематическая вязкость;
- {\displaystyle \omega } — угловая скорость вращения;
- {\displaystyle \operatorname {Re} } — число Рейнольдса.

## Второе число Тейлора
Этот критерий выражает соотношение между центробежной силой и силами вязкого трения. Оно определяется следующим образом:
{\displaystyle \operatorname {Ta} _{2}\,=\left({\frac {2\,\Omega \,L^{2}}{\nu }}\right)^{2}},
где
- {\displaystyle L} — характеристическая длина (перпендикулярная оси вращения);
- {\displaystyle \Omega } — угловая скорость вращения;
- {\displaystyle \nu } — кинематическая вязкость.

Эти числа названы в честь британского физика Джеффри Инграма Тейлора (1886—1975).